# SandForce
SandForce war ein US-amerikanischer Halbleiterhersteller ohne eigene Fertigung im kalifornischen Milpitas, der die SSD-Controller, die Kernkomponente für Solid State Drives (SSDs, umgangssprachlich Chip-Festplatten) entwickelte und vertrieb. Am 4. Januar 2012 wurde SandForce von LSI Corporation übernommen und die Abteilung für Flashspeicherkomponenten (Flash Components Division) von LSI. LSI wurde am 6. Mai 2014 von Avago Technologies übernommen und als Marke weitergeführt. Später kaufte Seagate die Abteilung Sandforce von Avagao/LSI ab.
SandForce wurde im Jahr 2006 von Alex Naqvi und Rado Danilak als Startup gegründet. Im April 2009 wurde der Einstieg in den Festplattenmarkt angekündigt.
SandForce vertrieb nie eigene SSDs, aber die Flash-Speicher-Controller, bezeichnet als „SSD Processors“, dafür an Partnerunternehmen, welche die SSDs für Endkunden fertigten. Eine weitere Unternehmensgruppe von LSI benutzt die SandForce-SSD-Controller in der Produktreihe LSI Nytro PCIe. Der Marktanalytiker Zsolt Kerekes und Herausgeber von StorageSearch.com nannte im Jahr 2011 SandForce den bekanntesten Hersteller von SSD-Controllern.

## Geschichte
Alex Naqvi und Rado Danilak brachten Erfahrung aus Unternehmen wie Marvell, Intel, NVIDIA, Toshiba, und SanDisk mit als sie SandForce gründeten. Ende 2009 beschäftigten sie rund 100 Mitarbeiter.
Am 26. Oktober 2011 kündigte LSI Corporation an, SandForce zum 4. Januar 2012 zu übernehmen. Die Übernahme wurde abgeschlossen und SandForce die neue Abteilung für Flashspeicherkomponenten von LSI, geleitet von Michael Raam.

## Technologie
SandForce setzt in Serverumgebungen kostengünstige MLC-Speicherzellen ein und legt diese für 5 Jahre MTTF aus. Zuvor wurden in Servern die teureren SLC-Speicherzellen eingesetzt. Die Bezeichnung „DuraClass“ tragen Controller, die aus Kostengründen kein DRAM für Cachespeicher haben. Eine proprietäre Datenkompression („Write Amplification“, englisch Schreibverstärkung) verkleinert die zu schreibende Datenmenge in den nichtflüchtigen Speicher und wirkt sich positiv auf Schreibzeit und Lebensdauer des Speichers aus und wird mit „DuraWrite“ beworben. „Write Amplification“ wird von SandForce bei durchschnittlicher Nutzung mit 0,5 angegeben. Daten, die nicht weiter komprimiert werden können, wie Zufallsdaten, verschlüsselte Dateisysteme oder bereits komprimierte Dateien, wie viele gebräuchlichen Audio- und Video-Dateiformate werden, durch diese Eigenschaft bedingt, langsamer geschrieben. Weitere Techniken wie Fehlerkorrekturverfahren, bezeichnet mit „RAISE“ (Redundant Array of Independent Silicon Elements, angelehnt an RAID) sollen die Ausfälle minimieren. AES Verschlüsselung, die im Hintergrund betrieben wird und den Schlüssel aus dem über das BIOS gesetzte Festplattenpasswort erhält, beeinflusst die Geschwindigkeit des Datentransfers nicht.

## Produkte

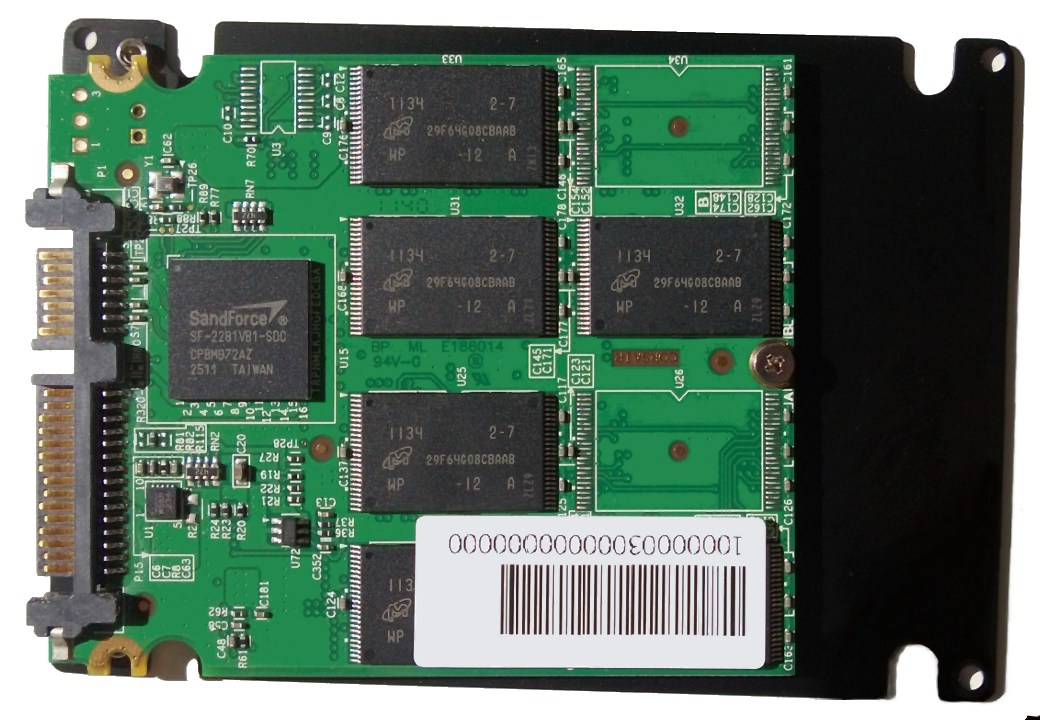
SSD mit SandForce Controller

Sandforce brachte anfangs die SF-1000-Familie von SSD-Controllern auf den Markt und unterteilte das Marktsegment in Zielgruppen für Geschäfts- (SF-1500) und Heimanwender (SF-1200) unter einem Referenzdesign mit Dokumentation für das komplette Endprodukt.
Im Oktober 2010 folgte als zweite Generation die SF-2000-Familie SSD-Controller für die Verwendung im Geschäftsumfeld, darin die Erweiterungen zur Unterstützung von S-ATA 3.0 (6 Gbit/s), höhere Geschwindigkeit, Sicherheit und Datenschutzfunktionen.
Die zweite Generation für Heimanwender (SF-2500) kam im Februar 2011 auf den Markt und enthält die meisten Erweiterungen SF-2000-Familie.

## Probleme
Nach Einführung der SF-2000 Controllerserie beanstandeten einige Kunden, ihre Computer seien eingefroren oder mit blauen Bildschirm (BSOD) stehen geblieben. Anfang Juni 2011 veranlasste Corsair Memory einen Rückruf von SSDs mit 120 GB der Serie „Force 3“ mit entsprechenden Seriennummern, der auch andere Force 3 SSDs mit SandForce SF-2000 Controllern betraf, aber nicht in Relation zu diesem Controller standen. Im Oktober 2011 gab SandForce Firmware-Updates über den SSD-Hersteller OCZ heraus, welche die Probleme behoben. Im August 2012 wurde auf der Website Tweaktown berichtet, dass bei SSDs mit SandForce Firmware 5.0.1 und 5.0.2 die TRIM-Funktion nicht optimal funktionieren würde, wenn die SSD vollständig gelöscht werde und bestätigte, dass in den Firmware-Versionen 5.0.3 und 5.0.4 das Problem behoben sei.
2012 wurde festgestellt, dass SSDs mit SF-2000 nur die Verschlüsselung AES-128 statt der beworbenen AES-256 unterstützten. Es wurde vermutet, dass der niedere Verschlüsselungsstandard Verwendung fand, um der US-ITAR-Lizenz zu genügen bezüglich einiger den USA als ambivalent oder unfreundlich gelisteter Länder.
Produkte wie Kingston SSDNow V+200 und KC100 wurden umspezifiziert, nur noch die Verschlüsselung AES-128 zu unterstützen.
Intel bot betroffenen Kunden Erstattungen für die Intel-SSD-520-Serie bis 1. Oktober 2012 an. Kingston kündigte eine Austauschaktion einschließlich der Versandkosten für betroffene Kunden an, die den Austausch wünschten.